# Ćamila Mičijević
Ćamila Mičijević (Heidenheim, 1994. szeptember 8. –) Európa-bajnoki bronzérmes német születésű horvát válogatott kézilabdázó, balátlövő. Jelenleg a román SCM Craiova játékosa.

## Pályafutása

### Klubcsapatokban
Pályafutását a horvát ŽRK Zamet csapatában kezdte, ahonnan a 2016–2017-es idényt megelőzően szerződött Magyarországra, a Dunaújvárosi Kohász csapatához. Jól kezdett új csapatában, első nyolc magyar élvonalbeli mérkőzésén harminckét gólt szerzett, azonban a 2016 decemberében Svédországban rendezett Európa-bajnokságon a románok elleni csoportmérkőzésen súlyos kézsérülést szenvedett, így hosszabb kihagyás várt rá. 2017 februárjában szerződést hosszabbított klubjával. A csapatnál töltött négy idénye alatt többször is hátráltatták sérülések, azonban a 2017–2018-as szezonban így is a bajnokság góllövőlistájának második helyén végzett 147 találattal. 2020 nyarától a francia Metz Handball játékosa. A Metz csapatával 2022-ben és 2023-ban megnyerte a francia bajnokságot, 2022-ben és 2023-ban pedig a Francia Kupát. 2023 nyarán a bajnoki rivális Paris 92 csapatához igazolt.

### A válogatottban
A horvát válogatott tagjaként részt vett a 2014-es és a 2016-os Európa-bajnokságon. A 2020-as Európa-bajnokságon bronzérmet szerzett a válogatottal. Összesen 35 gólt szerzett a tornán, ezzel 3. helyen végzett a góllövő listán.